# Jehnědno
Jehnědno je vesnice, část obce Albrechtice nad Vltavou v okrese Písek v Jihočeském kraji. Nachází se asi pět kilometrů severně od Albrechtic nad Vltavou. Prochází zde silnice II/138. Jehnědno je také název katastrálního území o rozloze 7,85 km². V katastrálním území Jehnědno je stejnojmenná přírodní památka a její ochranné pásmo. Předmětem ochrany je ekosystém s výskytem chráněných druhů živočichů a rostlin.

## Historie
První písemná zmínka pochází z roku 1341, kdy bylo Jehnědno v zástavě rodu Rožmberků. Podle místního vladyckého statku se roce 1406 psal Jan Lysý z Jehnědna, roku 1460 Matyáš Škorně z Jehnědna. Později byla vesnice rozdělena na dva díly, jedna část byla Bechyňská, zvaná Dolní Jehnědno. Druhá část byla Chřešťovická. Dolní Jehnědno bylo prodáno v 16. století Antonínovi Lokovi z Netky. Tento rod držel vesnici i v 17. století. Toto Dolní Jehnědno bylo roku 1697 připojeno k Chřešťovicím. Druhý díl, Horní Jehnědno, byl k Chřešťovicím přikoupen v roce 1664. V roce 1654 bylo ve vsi šest usedlostí osazených a stejný počet byl pustých usedlostí. Ves Jehnědno byla společně s Chřešťovicemi připojena roku 1695 k Protivínu.
V minulosti pod vesnici spadala i osada Dolní Lipovsko, která zanikla při stavbě orlické vodní nádrže.

## Obyvatelstvo
| Rok            | 1869 | 1880 | 1890 | 1900 | 1910 | 1921 | 1930 | 1950 | 1961 | 1970 | 1980 | 1991 | 2001 | 2011 | 2021 |
| -------------- | ---- | ---- | ---- | ---- | ---- | ---- | ---- | ---- | ---- | ---- | ---- | ---- | ---- | ---- | ---- |
| Počet obyvatel | 390  | 440  | 393  | 385  | 377  | 388  | 333  | 295  | 246  | 196  | 148  | 109  | 92   | 83   | 117  |
| Počet domů     | 48   | 52   | 52   | 50   | 55   | 56   | 68   | 66   | 59   | 55   | 50   | 57   | 62   | 65   | 68   |

## Obecní správa
Při sčítání lidu v letech 1850–1879 Jehnědno bylo osadou obce Údraž v okrese Písek. V letech 1880–1960 bylo samostatnou obcí v okrese Písek. V letech 1961–1984 bylo částí obce Chřešťovice v okrese Písek. Od 1. ledna 1985 je částí obce Albrechtice nad Vltavou v okrese Písek.

## Pamětihodnosti
- Návesní kaple.[10]
- Vedle návesní kaple se vpravo nachází památník padlým v první světové válce.
- Vlevo vedle návesní kaple se nalézá litinový kříž.
- Na okraji vesnice se nachází kamenný kříž v ohrádce reliéfně zdobený motivem kalicha a s plechovým malovaným tělem Krista. Ve spodní části jsou znatelné stopy po upevněné destičce s věnováním.
- V Seznamu kulturních památek v okrese Písek je vedená usedlost čp. 33 a klenutá brána u usedlosti čp. 4. Ve vesnici se dochovala celá řada zděných i dřevěných lidových staveb.

## Galerie

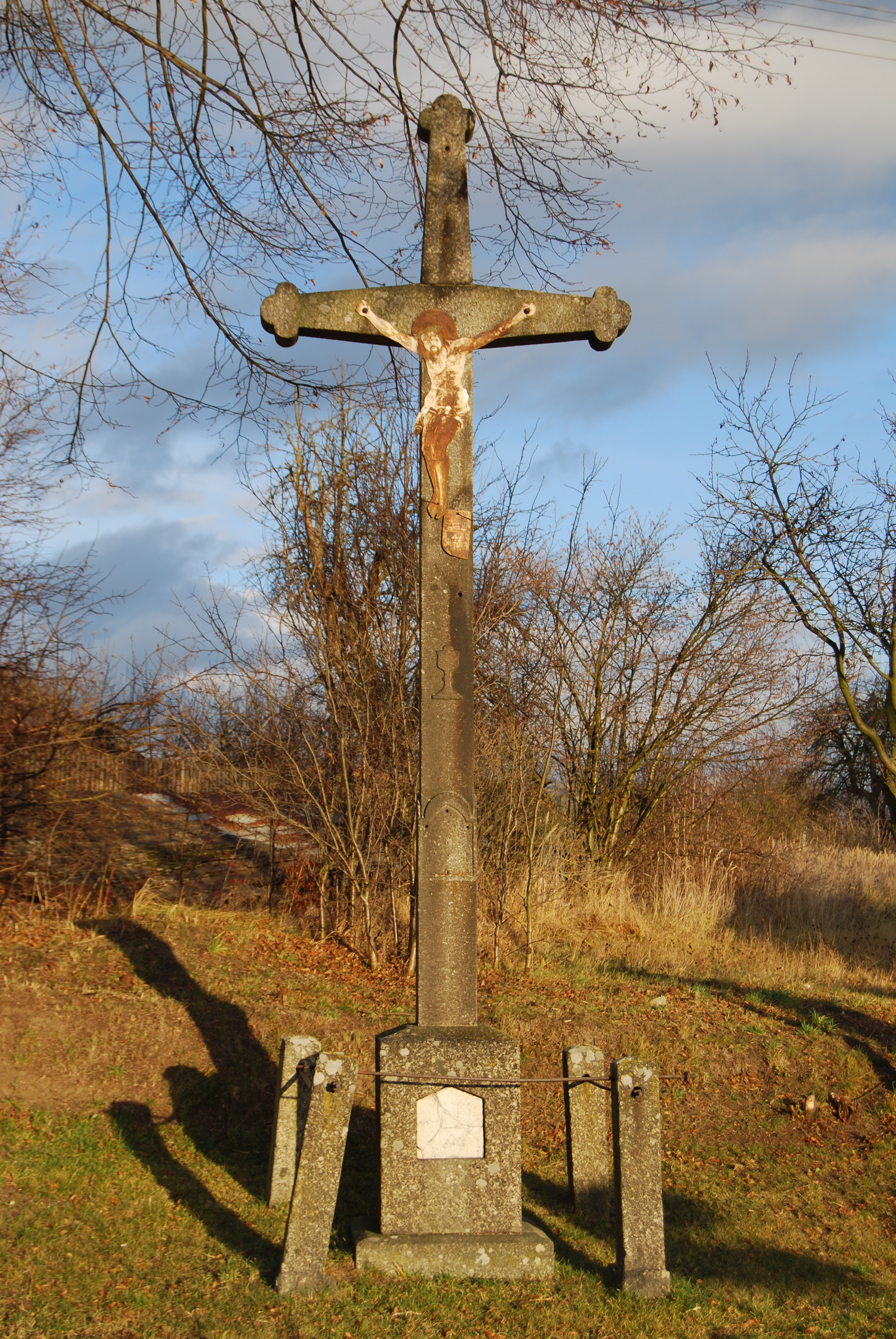
Kříž ve vsi
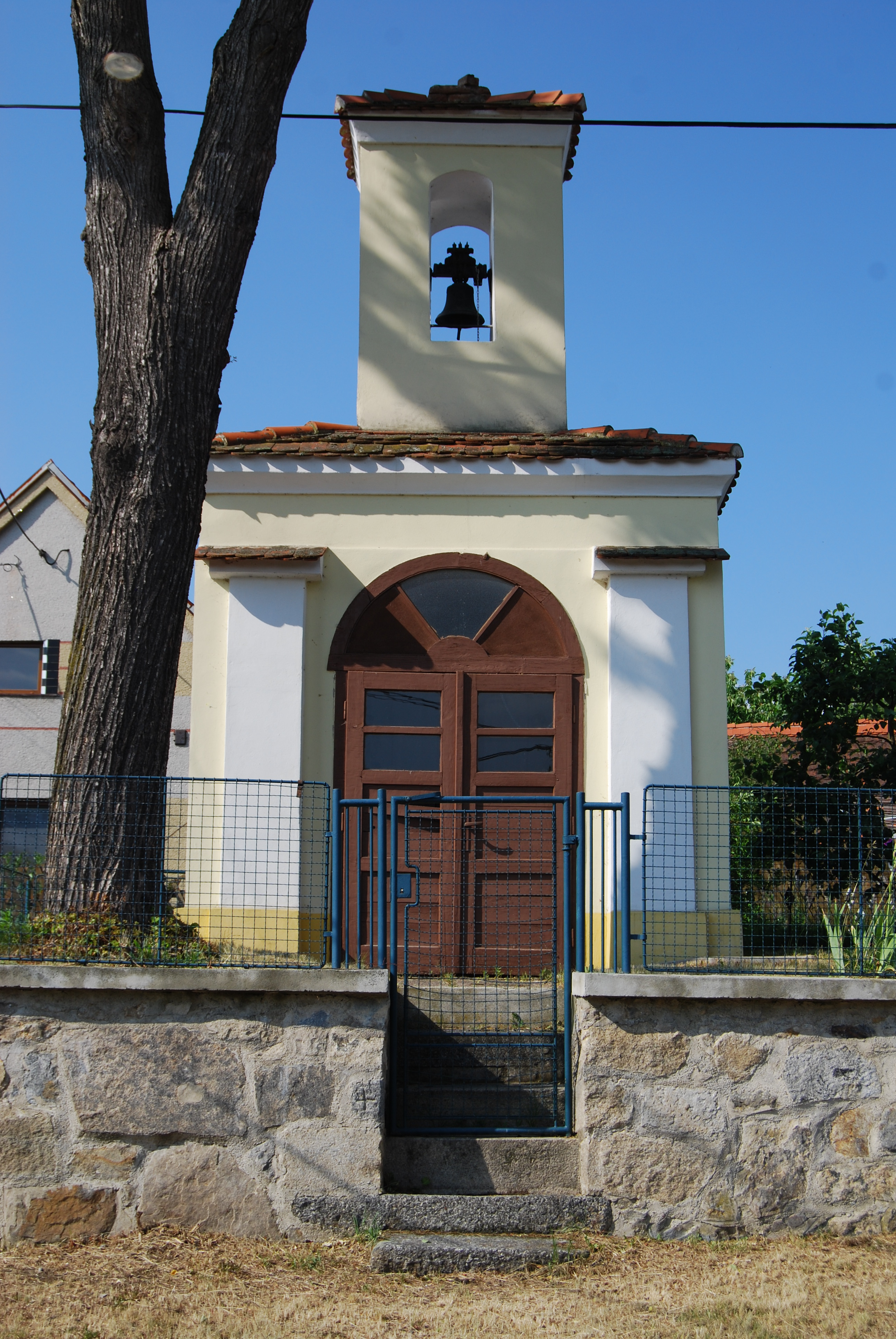
Návesní kaple
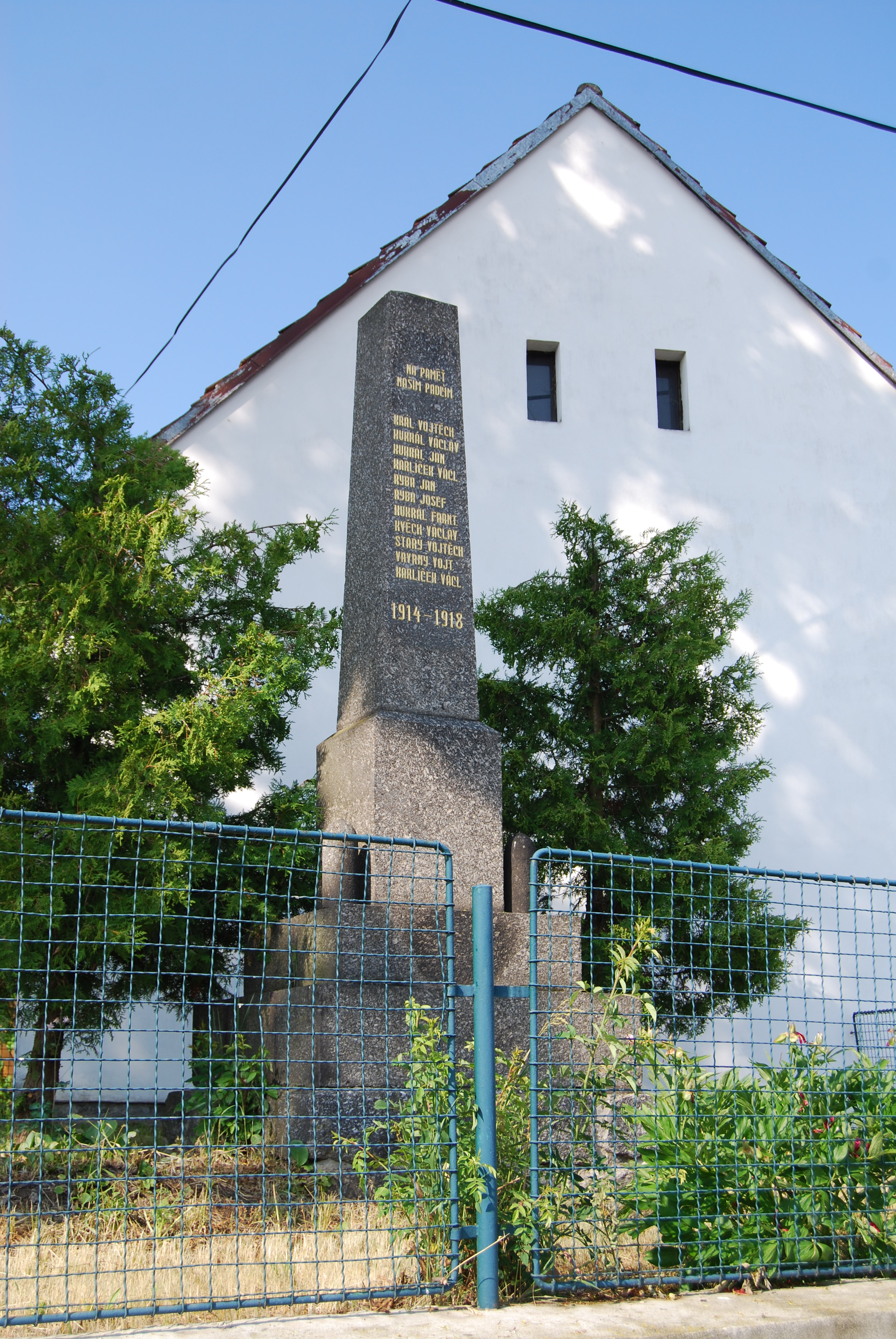
Památník padlým v první světové válce